# Viabilität
Viabilität ist ein Konzept des radikalen Konstruktivismus, das von dem österreichisch-amerikanischen Kognitionspsychologen Ernst von Glasersfeld (1917–2010) geprägt wurde. Der Begriff ist eine Ableitung oder Wortbildung des Wortes viabel, welches zunächst gangbar, passend, brauchbar oder funktional bedeutet.

## Bedeutung im radikalen Konstruktivismus nach Glasersfeld
Glasersfeld hat die Grundzüge seines radikalen Konstruktivismus in seinem programmatischen Aufsatz Konstruktion der Wirklichkeit und des Begriffs der Objektivität von 1985 dargelegt.

Nach Glasersfeld kann die Frage nach der Erkennbarkeit einer objektiven Realität, oder einer, wie er es nennt, „ontologischen Wirklichkeit“ grundsätzlich nicht beantwortet werden. Er geht damit über den philosophischen Skeptizismus hinaus, dessen Entwicklung er von den Vorsokratikern und Platon über René Descartes bis hin zu Immanuel Kant nachzeichnet. Kants Vorstellung eines Noumenon, einer „Welt der ontischen Dinge“  lehnt er ab und kommt zu dem Schluss:
„Niemand wird je imstande sein, die Wahrnehmung eines Gegenstandes mit dem postulierten Gegenstand selbst, der die Wahrnehmung verursacht haben soll, zu vergleichen.“
Die Lösung liegt für Glasersfeld in einem radikalen Konstruktivismus. Diesem gehe es nicht um Isomorphie, also einer wie auch immer gearteten Entsprechung zwischen Wahrnehmung und Sein, sondern um die Frage nach dem widerspruchslosen Funktionieren der Realitätskonstruktion.  Glaserfeld nennt das Viabilität:
„Wo die Überlieferung, trotz Kant, zwischen Erlebnis und Wirklichkeit stets Gleichförmigkeit, Übereinstimmung oder zumindest Korrespondenz als natürliche und unerläßliche Voraussetzung betrachtete, postuliert der radikale Konstruktivismus die grundsätzlich andersartige Beziehung der Kompatibilität oder, wie ich sie in Anlehnung an den englischen Ausdruck nennen möchte, der Viabilität.“
Die Frage nach dem objektiven Sein der Dinge wird als nicht zu beantworten ausgeklammert, wichtig ist nur, ob die gemachte Wahrnehmung zu erfolgreichen Handeln befähigt: „Etwas wird als viabel bezeichnet, solange es nicht mit etwaigen Beschränkungen oder Hindernissen in Konflikt gerät.“ Zur Veranschaulichung wählt Glasersfeld das metaphorische Beispiel eines blinden Wanderers, der durch einen Wald hindurch zum Ufer eines Flusses gelangen möchte. Im Wald gibt es ein Netz von Wegen, die zum gewünschten Ziel führen. Für den Wanderer kommt es nur darauf an, welche Möglichkeiten der Wegfindung sich verwirklichen lassen. „Die Umwelt, die der Wanderer erlebt, enthält weder Wald noch Bäume, wie ein außenstehender Beobachter sie sehen könnte.“

## Weitere Beispiele
Ein Kapitän, der eine Meerenge mit Untiefen ohne Echolot und Seekarte ohne Kollision durchquert, hat einen viablen Weg gefunden, es kann 1000 andere viable Wege (Möglichkeiten, die Meerenge ohne Kollision zu durchqueren) geben.
Die Physik Isaac Newtons stellt, wie Albert Einstein gezeigt hat, die Verhältnisse dar, wie sie bei kleinen Geschwindigkeiten angenommen werden können. Für kleine Geschwindigkeiten deutlich unter der Lichtgeschwindigkeit ist die Physik Newtons viabel. So viabel, dass z. B. Landungen auf Mond oder Mars mit ihren Formeln berechnet werden. Die Physik Newtons ist allerdings nicht mehr viabel, wenn es um Körper geht, die ihre Geschwindigkeit der Lichtgeschwindigkeit annähern.